# سهم الماء السابح
سهمية سابحة[بحاجة لمصدر] (الاسم العلمي:Sagittaria natans) هي نوع من النباتات يتبع جنس السهمية من الفصيلة المزمارية.